# وزارة الزراعة والغابات ومصائد الأسماك (اليابان)
وزارة الزراعة والغابات ومصائد الأسماك (باليابانية: 農林水産省 نورين-سويسان-شو) هي وزارة في حكومة اليابان مسؤولة عن الإشراف على صناعات الزراعة والغابات وصيد الأسماك في مجلس وزراء اليابان. في عام 1881 تأسست وزارة الزراعة والتجارة بحسب مانص عليه دستور اليابان. في عام 1978 تم توسيع وزارة الزراعة والغابات ليشمل مصايد الأسماك.

## وصلات خارجية
- الموقع الرسمي
 باللغة اليابانية
- الموقع الرسمي
 باللغة الإنجليزية